# Овгорт
Овго́рт — село в Шурышкарском районе Ямало-Ненецкого автономного округа России.

## География
Расположено на реке Сыне, в 225 км к юго-западу от города Салехарда и в 74 км к юго-западу от районного центра, села Мужи.
Вверх по течению Сыни расположены 8 деревень: Нымвожгорт, Вытвожгорт, Ловсанхом, Оволынгорт, Лорагорт, Хорпунгорт, Мувгорт, Тильтим, Евригорт; в 25 километрах вниз по течению — деревня Ямгорт.

## Население
| 1989 | 2002 | 2010 | 2021 |
| ---- | ---- | ---- | ---- |
| 870  | ↗904 | ↗998 | ↘932 |

## История
Овгорт основан в 1895 году.
С 2005 до 2022 гг. село было центром сельского поселения Овгортское, упразднённого в 2022 году в связи с преобразованием муниципального района в муниципальный округ.

## Культура
На территории села находится краеведческий музей. Музей был открыт в 1985, как школьный в 1993 г. — филиал Мужевского музея. Здание музея было построено 1949 г., изначально это здание было школой, с 1995 г. это здание работает как музей.
В музее хранятся 2856 экспонатов, из них 2111 основного фонда.

## Образование
В селе действуют средняя школа-интернат (Муниципальная общеобразовательная школа — интернат Овгортская средняя школа — интернат среднего (полного) образования), библиотека и детский сад.

## Транспорт

### Аэропорт
В зимний период действует воздушное сообщение по маршруту Салехард — Овгорт — Мужи. Перевозка пассажиров осуществляется вертолётом Ми-8.

### Зимник
В зимний период автотранспортное сообщение между Овгортом и населёнными пунктами района, городами Ямало-Ненецкого автономного округа, а также населёнными пунктами Ханты-Мансийского автономного округа обеспечивает зимник.

### Речной транспорт
В период навигации связь с поселениями района и округа осуществляется речным транспортом.